# Robert Woodrow Wilson
Robert Woodrow Wilson, ameriški fizik, * 10. januar 1936, Houston, Teksas, ZDA.
Wilson je leta 1978 prejel Nobelovo nagrado za fiziko »za odkritje kozmičnega mikrovalovnega prasevanja ozadja.«